# Maximus van Tyrus
Cassius Maximus Tyrius (Μάξιμος Τύριος) of Maximus van Tyrus (2e eeuw n.Chr.) was een Grieks retoricus en filosoof ten tijde van Commodus. Zijn werken staan vol met allusies naar de geschiedenis van Griekenland, terwijl er weinig wordt verwezen naar Rome. Om deze reden wordt aangenomen dat hij langer in Griekenland leefde, mogelijk als leraar in Athene. Hoewel hij een middenplatonist was, zijn zijn geschriften eclectisch en is hij een voorloper van het neoplatonisme.

## Vertalingen
Een Engelse vertaling door de neoplatonist Thomas Taylor verscheen in 1804 en kwam in 2006 beschikbaar op Google Books. In 1997 verscheen een vertaling door Michael Trapp.
- (en) Thomas Taylor (1804): The Dissertations of Maximus Tyrius, C. Wittingham
- (en) Thomas Taylor (1994): The Dissertations of Maximus Tyrius, The Prometheus Trust
- (en) Michael Trapp (1997): Maximus of Tyre: The Philosophical Orations, Clarendon Press